# Maison ronde
Pour l’article homonyme, voir Maison de Radio France.
Round House
La Maison ronde (en anglais : Round House) est une ancienne prison australienne et  en Australie-Occidentale. Elle est située à Arthur Head (en) dans la localité de Fremantle, dans l'état d'Australie-Occidentale, état australien dont la prison est le plus vieil édifice existant encore actuellement. La prison fut conçue par Henry Willey Reveley.

## Histoire

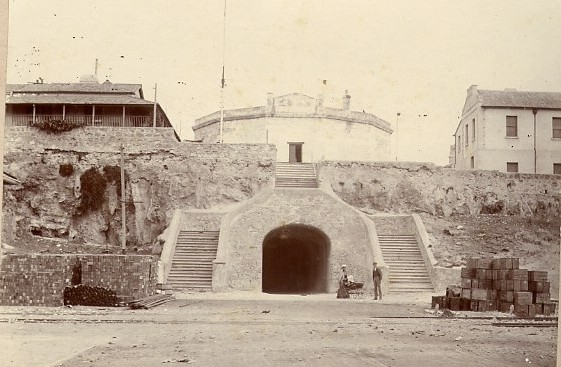
La Maison Ronde à la fin du XIXe siècle

La maison ronde est édifiée entre 1830 et 1831 afin de servir en tant que prison. Elle disposait de huit cellules et d'un logement pour le gardien qui s'ouvraient tous sur la cour centrale. 
Elle a servi à recevoir des prisonniers européens comme des prisonniers indigènes jusqu'en 1886, lorsque le contrôle des prisonniers fut transféré à la colonie et les prisonniers enfermés à la prison de Fremantle.
Après cela et jusqu'en 1900, elle fut utilisée comme lieu de garde à vue par la police, tandis que les logements de fonction attenants furent attribués au chef de la police pour loger sa famille.
La ville de Fremantle a pris le bâtiment en charge en 1982 qui est ouvert aux touristes tous les jours de la semaine.

## Description
La prison a été conçue sur le principe du panoptique, un type de bâtiment imaginé par le philosophe Jeremy Bentham. 

## Galerie

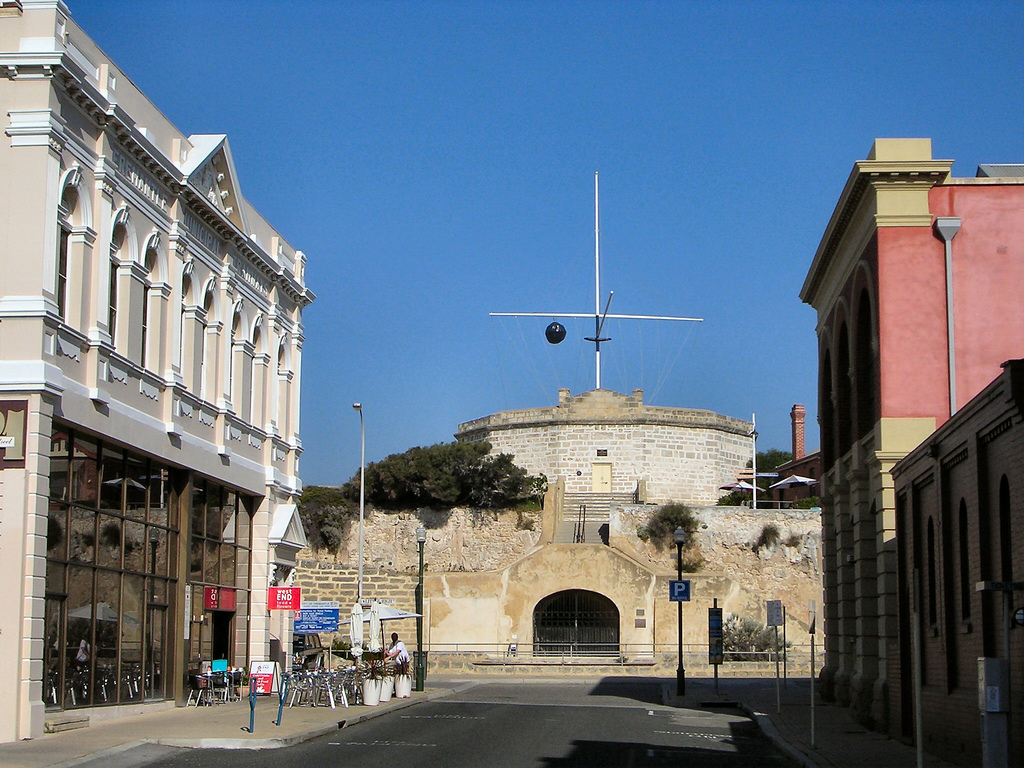